# Lo strano desiderio del signor Bard
Lo strano desiderio del signor Bard (L'étrange désir de Monsieur Bard) è un film del 1954 diretto da Géza von Radványi.